# Petrus Hagen
Petrus Hagen (* 1554 in Lippstadt; † 30. Oktober 1614 in Lübeck) war ein deutscher Jurist, Advokat und Syndicus der Hansestadt Lübeck.

## Leben
Peter Hagen wurde als Sohn von Hinrich Hagen und seiner Frau Margareta Brinckhoffs geboren. Er besuchte die Lateinschulen in Braunschweig und Hannover, studierte seit 1575 und promovierte 1576 an der Universität Rostock zum Magister artium und war anschließend in Henneckenrode Informator der Kinder des Heinrich X. von Saldern (1532–1588). Im Jahre 1590 wurde er an der Universität Marburg zum Doktor der Rechte promoviert.
Im bekannten Streit der Adelsfamilie von Saldern mit dem Fürstbischof von Halberstadt und Herzog Heinrich Julius von Braunschweig-Lüneburg vertrat Hagen als Advokat die Interessen der Familie von Saldern. Offensichtlich etwas zu aggressiv für den Geschmack des Landesherrn. Er wurde vom Landesfiskal des Herzogs Heinrich Julius von Wolfenbüttel wegen seiner „Schmähungen“ angeklagt und am 17. Mai 1598 zu einer lebenslangen Freiheitsstrafe verurteilt, die er im Gefängnis von Wolfenbüttel absitzen musste. Im Juni 1604 konnte Hagen jedoch fliehen. 1605 übernahm er als Advokat die Vertretung der Stadt Braunschweig vor dem Reichskammergericht in Speyer. Ostern 1609 wurde er von seinem Kanzleisitz in Hildesheim (das Hochstift Hildesheim war außerhalb der Jurisdiktion von Heinrich Julius) zum Syndicus der Hansestadt Lübeck bestellt. Kurz vor seinem Tod im Herbst 1614 hatte er den Lübecker Rat bereits um seine Entlassung aus dem Amt als Syndicus zu Ostern 1615 gebeten, weil seine Gesundheit wirkungsvolles Arbeiten nicht mehr zuließ und er Zeit für die Verfahren in eigener Sache wegen seiner Inhaftierung in Wolfenbüttel vor dem Reichskammergericht benötige.
Er erhielt von seiner Ehefrau Elisabeth Schmidt, Tochter des Asmus (Erasmus) Smet († 1581) und Enkelin des Hildesheimer Bürgermeisters Joachim Brandis d. Ä. (1516–1597), mit der er seit 1588 verheiratet war, 1618 ein hölzernes Epitaph in der Lübecker Marienkirche gesetzt, welches vom Bildprogramm auf seine tragische Lebensgeschichte Bezug nahm und beim Luftangriff auf Lübeck 1942 verbrannte. Auf diesem war er figürlich kniend abgebildet.